# Jean Pylyser
Jean Pylyser (1272-1342) ou Jean de Malines, chevalier, du nom de sa mère, Janneke Pijlijser (Hanneke), est un enfant naturel de Jean Ier de Brabant,. Il est marié à Catharina Clutinc (1253-1297).

## Armes
de Brabant, le lion chargé d’une flèche de gueules posée en bande, la pointe en bas.

## Ascendance de Jean
| Jean Pijlijser Seigneur de Malines | Père : Jean Ier de Brabant, dit le Victorieux ° 1254 † 3 mai 1294 à Baerle-Duc duc de Brabant duc de Limbourg | Grand-père paternel : Henri III de Brabant, duc de Brabant, dit le Débonnaire ° 1231 † 28 février 1261 à Louvain | Père du grand-père paternel : Henri II, duc de Brabant ° 1207 † 1er février 1248 à Louvain                   |
| Jean Pijlijser Seigneur de Malines | Père : Jean Ier de Brabant, dit le Victorieux ° 1254 † 3 mai 1294 à Baerle-Duc duc de Brabant duc de Limbourg | Grand-père paternel : Henri III de Brabant, duc de Brabant, dit le Débonnaire ° 1231 † 28 février 1261 à Louvain | Mère du grand-père paternel : Marie de Hohenstaufen de Souabe, princesse d'Allemagne ° 1201 † 1235 à Louvain |
| Jean Pijlijser Seigneur de Malines | Père : Jean Ier de Brabant, dit le Victorieux ° 1254 † 3 mai 1294 à Baerle-Duc duc de Brabant duc de Limbourg | Grand-mère paternelle : Adélaïde de Bourgogne ° 1233 † 23 oct. 1273                                              | Père de la grand-mère paternelle : Hugues IV, duc de Bourgogne ° 9 mars 1213 † 27 décembre 1272              |
| Jean Pijlijser Seigneur de Malines | Père : Jean Ier de Brabant, dit le Victorieux ° 1254 † 3 mai 1294 à Baerle-Duc duc de Brabant duc de Limbourg | Grand-mère paternelle : Adélaïde de Bourgogne ° 1233 † 23 oct. 1273                                              | Mère de la grand-mère paternelle : Yolande de Dreux, comtesse d'Auxonne ° 1212 † 30 oct. 1248                |
| Jean Pijlijser Seigneur de Malines | Mère : (Demoiselle) Pijlijser °1259                                                                           | . | . |
| Jean Pijlijser Seigneur de Malines | Mère : (Demoiselle) Pijlijser °1259                                                                           | . | . |
| Jean Pijlijser Seigneur de Malines | Mère : (Demoiselle) Pijlijser °1259                                                                           | . | . |
| Jean Pijlijser Seigneur de Malines | Mère : (Demoiselle) Pijlijser °1259                                                                           | . | . |